# In memory of Bob Hite
In memory of Bob Hite, album av den amerikanska bluesrockgruppen Canned Heat från 1981. Albumet producerades av Bob Tood för Cream Records och spelades in 1980. Ursprungligen utgavs albumet i Mexiko 1981 under titeln "Don't forget to boogie - In memory of Bob Hite". Albumet innehåller några av de sista inspelningar som gruppens frontfigur Bob Hite gjorde före sin bortgång i april 1981. Förutom Hite medverkar på albumet Larry Taylor, bas, Fito de la Parra, trummor, Hollywood Fats, gitarr, Mike Halby, sång, gitarr, Jay Spell, keyboards, sång och Henry Vestine, gitarr.

## Låtar på albumet
1. You Gotta Move
2. It Won't Be Long
3. Somethin' About You
4. On the Road Again (Disco version)
5. Why Didn't I Know?
6. Cadillac Walk
7. She's Gonna Feel My Love
8. No More Dough, Yockomo
9. Wild Love